# Референдум в Лихтенштейне (1981)
Конституционный референдум в Лихтенштейне проходил 10 мая 1981 года. Избирателей спрашивали, одобряют ли они поправку к Статье № 46 Конституции, которая описывает количество мест Ландтага, членство парламента и избирательную систему. Поправка была отклонена 52,9 % голосов избирателей.

## Контекст
Референдум касался конституционной поправки о реформировании избирательной системы с целью введения мажоритарной системы.
Это народная инициатива, выдвинутая Партией прогрессивных граждан, собрала 900 подписей, необходимых для конституционного проекта. Партия ранее выступала с аналогичной инициативой в 1975 году после потери в 1970 году на всеобщих выборах в Лихтенштейне большинства мест в Ландтаге, что позволяло ранее партии возглавлять коалицию с Патриотическим союзом. На парламентских выборах в 1978 году Прогрессивная гражданская партия потеряла большинство мест парламента, несмотря на получение большинства голосов избирателей на национальном уровне, из-за разделения страны на два избирательных округа.
В проекте конституционной поправки предусматривалось, что 15 депутатов Ландтага избираются по системе относительного большинства в одном туре в 15 избирательных округах, соблюдая соотношение 60:40 между количеством мест, выделяемых для Оберланда (Верхний Лихтенштейн) и Унтерланда (Нижний Лихтенштейн): 9 мест для Верхнего Лихтенштейна и 6 — для Нижнего Лихтенштейна. Достигнув установленного порога в 900 зарегистрированных подписей, конституционная инициатива была направлена в Ландтаг 1 апреля 1981 года в рамках Статьи № 64.2 Конституции. Парламент отклонил её большинством 8:7. В результате вопрос был вынесен на всеобщее голосование.

## Результаты
| Выбор                               | Голоса | %    |
| ----------------------------------- | ------ | ---- |
| За                                  | 2 217  | 47,1 |
| Против                              | 2 387  | 52,9 |
| Недействительных/пустых бюллетеней  | 104    | -    |
| Всего                               | 4 618  | 100  |
| Зарегистрированных избирателей/Явка | 5 151  | 89,7 |
| Источник: Démocratie Directe        |        |      |